# 三河市第二中学
39°56′27″N 116°48′00″E / 39.940734°N 116.800010°E
河北省三河市第二中学，又称燕郊高级中学，位于中国河北省三河市燕郊镇，为一所公办全日制普通高级中学，为河北省首批办好的重点中学之一。

## 历史沿革
三河市第二中学始建于1951年。1951年10月设立三河县初级中学。
1962年，原三河县初级中学改名为燕郊中学。
1978年，由燕郊中学改称三河二中，同年被为确定为河北省首批办好的重点中学之一。
1986年，改称燕郊高级中学。
1997年9月，由燕郊高级中学改名为三河市第二中学，作为当前校名沿用至今。
2001年，被确定为河北省示范性高级中学。

## 学校规模

### 校园规模
校园占地面积175000平方米，总建筑面积110000平方米，包括集教学、办公于一体的综合楼2栋、图书馆2座，体育馆、报告厅各1座，学生公寓楼6栋，学生食堂2栋，学生综合服务楼1栋，教师住宅楼5栋。学校布局共分六个功能区，即：教学区、办公区、运动区、生产区、学生生活区、教工生活区。学校共有理化生实验室20个、计算机教室4个、多媒体教室95个、语言实验室3个、多功能电教厅3个、史地音美通等各类专用教室14个。

### 师资力量
教职员工约460人，其中专任教师309人，包括2名国家级骨干教师、2名特级教师、78名高级教师以及144名一级教师。

## 校园文化

### 校训
文明志远、博学创新、勤勉自强、和谐发展

### 校风
团结、文明、求是、严谨、奋进

### 教风
严谨、务实、求精、创新

### 学风
虚心、勤奋、自主、求真

### 校庆纪念日
10月6日

### 校报
三河市第二中学校办报刊为三河二中校报，其副刊名为轩园，由三河二中《轩园》文学社主办并编辑，每月一刊。